# Carmel Giner i Bolufer
Carmel Giner i Bolufer (1901-1974) va ser un historiador valencià, cronista oficial de Pego (Marina Alta). Va escriure molts articles referents a la vila on va nàixer i morir. Va fundar i dirigí revistes locals com "La Voz de Pego" (1923-1924), "Bullentó" (1942), "Festes a Pego" (1944), també va col·laborar i escrigué articles en Las Provincias, El Mercantil Valenciano, "Anales del Centro de Cultura Valenciana", "Valencia Atracción", "Saitabi, revista de Arqueología", etc. Destaca en conjunt per la seua aportació historiogràfica comarcal.